# São Luís Gonzaga do Maranhão
São Luís Gonzaga do Maranhão là một đô thị thuộc bang Maranhão, Brasil. Đô thị này có diện tích 968,554 km², dân số năm 2007 là 19467 người, mật độ 20,1 người/km².